# Helios (transcriptiefactor)
Helios is een transcriptiefactor met een zinkvinger en wordt gecodeerd door het gen IKZF2. Het is een hematopoëtisch-specifieke transcriptiefactor bij de regulatie van de ontwikkeling van lymfocyten en werd in 1998 ontdekt.
De helios transcriptiefactor behoort tot de familie van de zinkvingereiwitten. Ook de transcriptiefactoren Ikaros en Aiolos zijn betrokken bij de regulatie van de ontwikkeling van lymfocyten. Helios vormt homo- of hetero-dimeren met de andere zinkvingereiwitten.